# آدام پرزیبک
آدام پرزیبک (انگلیسی: Adam Przybek؛ زادهٔ ۲ آوریل ۲۰۰۰) بازیکن فوتبال است.
از باشگاه‌هایی که در آن بازی کرده‌است می‌توان به باشگاه فوتبال وست برومویچ آلبیون اشاره کرد.
وی همچنین در تیم‌های ملی فوتبال England national under-15 football team, England national under-16 football team, Wales national under-17 football team, Wales national under-19 football team، و زیر ۲۱ سال ولز بازی کرده‌است.